# 르완다 내전
르완다 내전은 중앙아프리카의 르완다에서 일어난 대통령 쥐베날 하브자리마나 정부군과 반정부군 르완다 애국 전선 사이의 내전이다. 르완다 애국 전선과의 첫 충돌은 1990년 10월 1일 시작되었으며, 1993년 8월 4일 과도 정부를 세우는 아루샤 평화 협정의 서명으로 표면적으로 종전되었다.
그러나, 1994년 4월 쥐베날 하브자리마나의 암살이 촉매가 되어 르완다 집단 학살이 일어났으며, 이로 인해 약 80만명이 사망했다. 전쟁과 집단 학살의 밀접한 원인으로 인해, 일부에서는 대량 학살이 서로 다른 사건이기보다는 전쟁의 새로운 폭발이라고도 보고 있다. 결국 르완다 애국 전선이 공세에 나서 르완다를 점령했다. 후투족 망명 정부는 주변 국가에서 난민 캠프를 설치하면서 새로운 르완다 애국 전선의 정부를 불안하게 만들었다. 르완다 애국 전선 및 여러 반군들은 제1차 콩고 전쟁(1996~1997)을 추진했으며, 이 전쟁은 이후 제2차 콩고 전쟁(1998~2003)으로 번지면서 후투군이 르완다의 재점령을 목표로 이 전쟁에 참전하였다. 따라서, 내전은 공식적으로 1993년에 종료했지만, 일부 문헌에서는 르완다 애국 전선이 키갈리를 점령한 1994년에 종전했다고 생각하거나, 1996년 난민 캠프 해산, 더욱으로는 르완다 국경을 따라 존재하는 소규모 게릴라전 등을 통해 계속해서 내전이 지속되어 있다고 말하기도 한다.

## 배경
당시 르완다는 이 지역에 진출한 소수 14%의 투치족이 왕국을 세워 토착부족인 85%의 후투족을 지배했다. 그 후 1919년 벨기에가 르완다를 지배하고 투치족에 대한 차별정책으로 종족간의 갈등이 시작되었다. 벨기에는 투치족 출신 왕들을 내세워 다스렸으나 벨기에가 물러간 후 후투족과 투치족의 갈등으로 내전이 시작되었다.

## 전쟁 과정
1959년 투치족과 후투족 사이의 전쟁이 일어나자 국왕 므와미 키게리 5세는 망명을 하고 1961년 1월 르완다는 공화국을 선포했다.
독립 후에 많은 투치족이 쫓겨나자 1963년 이웃나라 부룬디의 투치족이 르완다를 기습 공격하여 이에 대한 복수로 르완다의 투치족이 피해를 입기도 했다. 결국 1973년 투치족이 쿠데타를 일으켜 정권을 잡고 후투족 지도자들을 살해했다. 이에 후투족 지도자들이 반란을 일으켰고 살아남은 투치족들이 이웃 나라 우간다로 도망쳐 1990년 우간다로 망명한 사람들 5,000명이 르완다 애국 전선(RPF)를 결성해 르완다를 침략했다. 1992년 후투족 정부와 RPF와의 협상으로 1993년 8월 탄자니아 아루샤에서 아루샤 조약이 체결되었다.
아루샤 조약은 범과도정부를 요구했으나 과도 정부는 성립되지 않았고 1994년 4월 6일 후투족 출신 르완다 대통령 쥐베날 하브자리마나와 부룬디 대통령 시프리앙 은타랴미라가 비행기 요격 사고로 수도 키갈리 근처에서 살해당했다.
이 사고는 르완다 대통령 경호대의 소행으로 밝혀져 이튿날 1994년 4월 7일 대통령직을 대행하던 아가트 우윌링기이마나 수상과 많은 온건파 후투족 지도자들이 RPF에게 살해당하고 그 후 수개월 동안 군대와 대통령 경호대, 극단적 후투족 민명대가 20~50만 명에 달하는 투치족 민간인을 살해했다.
1994년 7월 4일부터 투치족이 반격을 하여 수도 키갈리를 함락시키고 RPF는 키갈리에서 외부로 통하는 유일한 통로를 차단했다. 이에 수도 키갈리에 갇힌 6만 명의 후투족 민간인들이 반군의 보복이 두려워 탈출하기 시작했고 RPF가 르완다 제2의 도시인 부타레와 후투족 최후 거점인 기세니까지 진격하자 후투족들이 피란을 떠났다.
후투족들은 키갈리에서 서남쪽으로 30 km 떨어진 임시정부의 잠정 수도 기타라마시로 가거나 서북부의 국경을 넘어 콩고민주공화국 등지로 피란을 갔다. 피란 중 300만 명의 후투족 난민이 발생했고 식량 부족과 콜레라 등의 전염병으로 많은 피란민이 사망했다.
한편 RPF는 7월 말에 전투 중지를 선언했고 후투족 난민은 1996년 말과 1997년 초에 다시 르완다로 돌아왔다.

## 영화
- Documentary 52': Rwanda, How History can lead to genocide
- 호텔 르완다

## 참조
- Dallaire, Romeo. "Shake Hands With the Devil: The Failure of Humanity in Rwanda". Arrow Books (2003). ISBNJ 0-09-947893-5
- Gourevitch, Philip (2000). 《We Wish To Inform You That Tomorrow We Will Be Killed With Our Families》 3판. London; New York: Picador. ISBN 0-330-37120-7.
- Government of Rwanda (2008). “History”. 《Official Website of the Government of Rwanda》. 2011년 2월 6일에 원본 문서에서 보존된 문서. 2011년 3월 8일에 확인함.
- Government of Rwanda (2009). “Chronology of Events Leading to Liberation”. 《Official Website of the Government of Rwanda》. 2012년 3월 7일에 원본 문서에서 보존된 문서. 2013년 5월 9일에 확인함.
- Mamdani, Mahmood (2002). 《When Victims Become Killers: Colonialism, Nativism, and the Genocide in Rwanda》. Princeton, N.J: Princeton University Press. ISBN 0-691-10280-5.
- Melvern, Linda (2000). 《A People Betrayed》. Zed Books.
- Prunier, Gérard (1995). 《The Rwanda Crisis, 1959–1994: History of a Genocide》 Hacover판. London: C. Hurst & Co. Publishers. ISBN 1-85065-243-0.
- Prunier, Gérard (2009). 《Africa's World War》. Oxford: Oxford University Press. ISBN 978-0-19-537420-9.
- Steele, Jon. "War Junkie: One Man`s Addiction to the Worst Places on Earth" Corgi (2002). ISBN 0-552-14984-5
- 《Rwanda – The preventable genocide》 (PDF). The Report of International Panel of Eminent Personalities to Investigate the 1994 Genocide in Rwanda and Surrounding Events (IPEP). Addis Ababa: Organization of African Unity. 2000. 2015년 9월 8일에 원본 문서 (PDF)에서 보존된 문서. 2011년 6월 13일에 확인함.